# Find My Way
"Find My Way" é uma canção do músico britânico Paul McCartney, lançada como single em 18 de dezembro, de seu álbum McCartney III.
O single teve sucesso nas paradas britânicas, alcançando o primeiro lugar, assim como no álbum em que foi comportado.
Em 16 de abril do ano seguinte, "Find My Way" recebeu uma nova versão no álbum de remixes McCartney III Imagined, com a participação do cantor Beck. Foi indicada ao Grammy Award para melhor canção de rock em 2022.

## Ficha técnica
- Paul McCartney – Todos os instrumentos.